# Vidar Fahlander
Vidar Martin Jonas Fahlander, född den 29 oktober 1897 i Tvååkers församling, Hallands län, död den 20 juli 1987 i Nacka församling, Stockholms län, var en svensk ämbetsman.
Fahlander avlade studentexamen i Göteborg 1915 och juris kandidatexamen vid Stockholms högskola 1925. Efter tingstjänstgöring i Södertörns domsaga 1925–1927 blev han sekreterare i generaltullstyrelsen 1932, byrådirektör där 1936, avdelningschef i finansdepartementet 1942 och statssekreterare 1946. Fahlander var generaltulldirektör 1946–1964. Han blev riddare av Vasaorden 1940 och av Nordstjärneorden 1943, kommendör av andra klassen av Nordstjärneorden 1946, kommendör av första klassen av Nordstjärneorden 1949 och av Vasaorden 1953 samt kommendör med stora korset av Nordstjärneorden 1958. Fahlander vilar på Lidingö kyrkogård.